# Horace R. Cayton Sr.
Horace Roscoe Cayton Sr, né en 1859 dans une plantation dans l'état du Mississippi et mort le 16 août 1940 à Seattle dans l'État de Washington est un journaliste, directeur de publication américain, figure majeure des Afro-Américains de Seattle et membre dirigeant du King County Colored Republican Club, de Seattle, association affiliée au Parti républicain des États-Unis et fondateur et dirigeant de la section de la National Association for the Advancement of Colored People de l'État de Washington.

### Jeunesse et formation
Horace Roscoe Cayton naît dans une plantation du Mississippi dans la condition d'esclave jusqu'à la Proclamation d'émancipation de 1863 et la promulgation du Civil Rights Act de 1866. Après l'abolition de l'esclavage, sa famille et lui s'installe à Port Gibson dans le Mississippi.
Après ses études secondaires, Horace entre à l'Université d'État d'Alcorn, une fois diplômé, il trouve des emplois dans le Kansas, puis à Salt Lake City, Portland pour enfin s'installer à Seattle in 1889.

### Carrière
Au début du XXe siècle, bien que la plupart des électeurs afro-américains de Seattle soient républicains, beaucoup estimait que le Parti républicain ne répondait pas aux besoins spécifiques des Afro-Américains, c'est pourquoi qu'en 1915, est fondé le King County Colored Republican Club (KCCRC), Horace Cayton fait partie des membres fondateurs, puis son secrétaire et en devient le membre le plus éminent. Ce club permet aux républicains afro-américain de s'exprimer librement et faire pression sur le Parti républicain. Le KCCRC, domine la scène politique des Afro-Américains de Seattle jusqu'aux élections de 1936.
En 1894, il fonde le Seattle Republican, journal qui couvre l'actualité politique nationale et donne des informations sur la situation des Afro-Américains dans les États-Unis, en particulier dans les états du Sud. Mais son objectif principal est la politique des partis locaux et la communauté afro-américaine de Seattle. Le Seattle Republican est le seul journal de la côte ouest à recevoir régulièrement des informations par câble et télégrammes de la presse new-yorkaise, le journal fait aussi le point sur la communauté juive partagée entre les askhénazes et les sépharades récemment arrivée à Seattle et aborde la cause des immigrants japonais en Californie. Le journal possède également des rubriques couvrant les événements culturels : théâtre, concerts, etc.
Le 23 mars 1901, Horace publie un article dans le Seattle Republican, où il accuse le chef de la police de Seattle, William Meredith, de tolérer, voire de promouvoir, la corruption dans les services de police. La nuit même Horace Cayton est arrêté et accusé de diffamation. Son  procès commence le 1er mai 1901, des témoins confirment que William Meredith a pleinement participé à la corruption. Trois jours après, le juge libère Cayton. 
En 1917, le Seattle Republican publie un article sur un lynchage qui s'est produit dans le Sud, les réactions ne se font pas attendre, les clients blancs et les agences publicitaires boycottent le journal qui doit fermer. 
En 1916, avec son épouse, il lance le Cayton's Weekly qui prend le relais du Seattle Republican, cet hebdomadaire parait jusqu'en 1921, l'hebdomadaire édite des articles concernant la communauté afro-américaine et des chroniques commentant les nouvelles locales et nationales ainsi que des plaidoyers pour la défense défense des droits civiques.
En février 1921, les époux Cayton tentent de maintenir le ligne éditoriale en créant le Cayton's Monthly, en vain, le mensuel n'a duré que deux mois.
Il prend sa retraite en tant qu'éditeur et directeur de publication, il maintiendra une activité de pigiste et continuera son engagement au sein du Parti républicain jusqu'à sa mort en 1940.

### Vie privée
Le 12 juillet 1896, Horace épouse Susie Sumner Revels, de leur union naissent cinq enfants Ruth Cayton, Horace R. Cayton Jr. (en), Revels Cayton, Madge Cayton et Lillie Cayton.